# Domaželice
Domaželice jsou obec ležící v okrese Přerov. Žije zde 529 obyvatel a jejich katastrální území má rozlohu 427 ha.

## Historie
První písemná zmínka o obci pochází z roku 1339.

## Pamětihodnosti
- Socha sv. Jana Nepomuckého − s nápisem GLORLAE HONOR! / ACVENERATIONI SANCTO AC P|O ÍOANNÍ NEPOMVCENO PVBLICE, původně stála ve dvoře pivovaru, následně byla roku 1931 přesunuta do parku poblíž kostela.
- Kostel svatého Jakuba Většího − barokní stavba na starších základech, na konci 18. století rozšířená o boční kaple. Roku 1931 byla přistavěna západní část lodi s věží.
- Kamenný kříž − u kostela svatého Jakuba Většího, postaven roku 1730. [1]

## Galerie

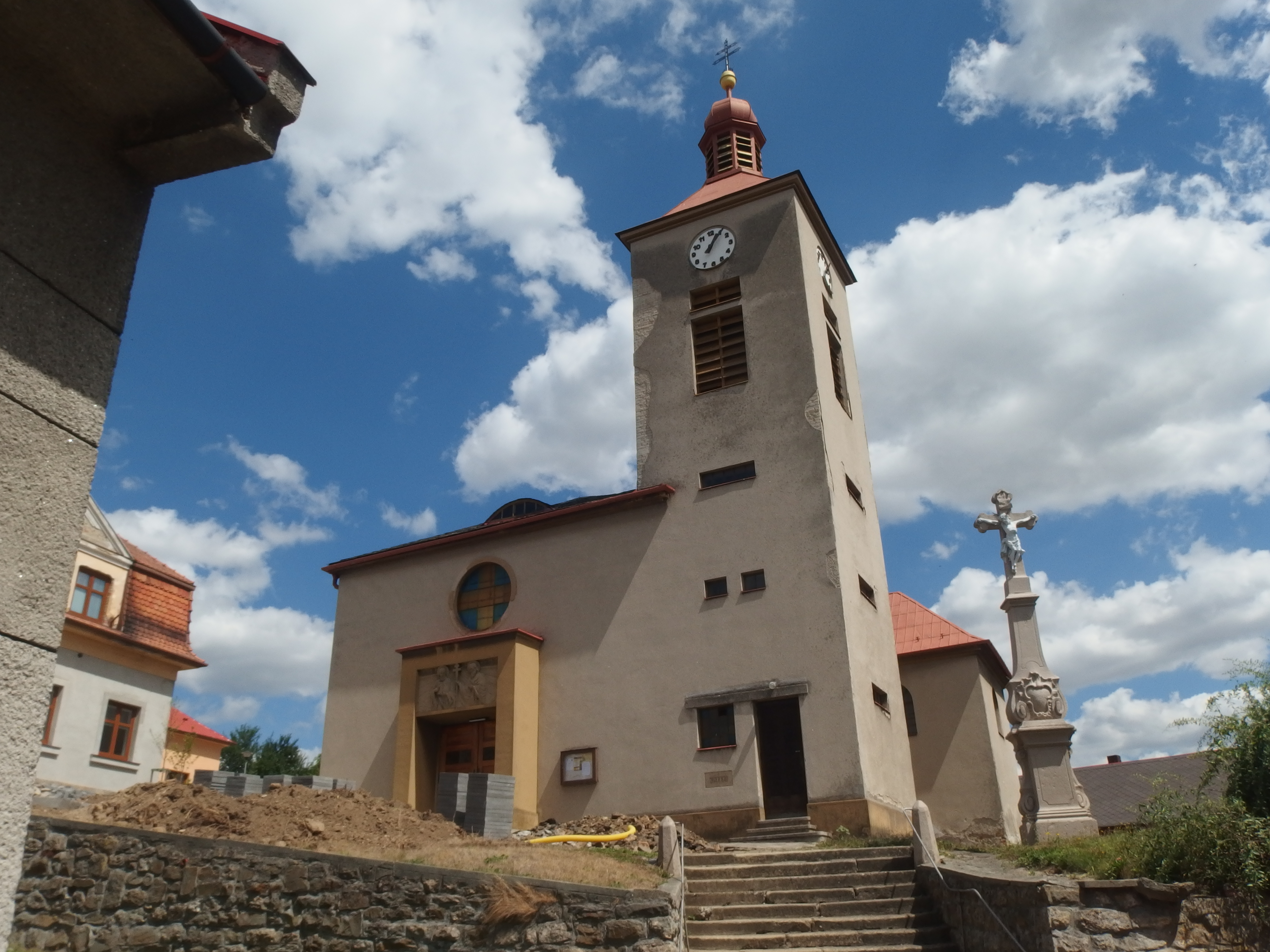
Kostel svatého Jakuba Většího
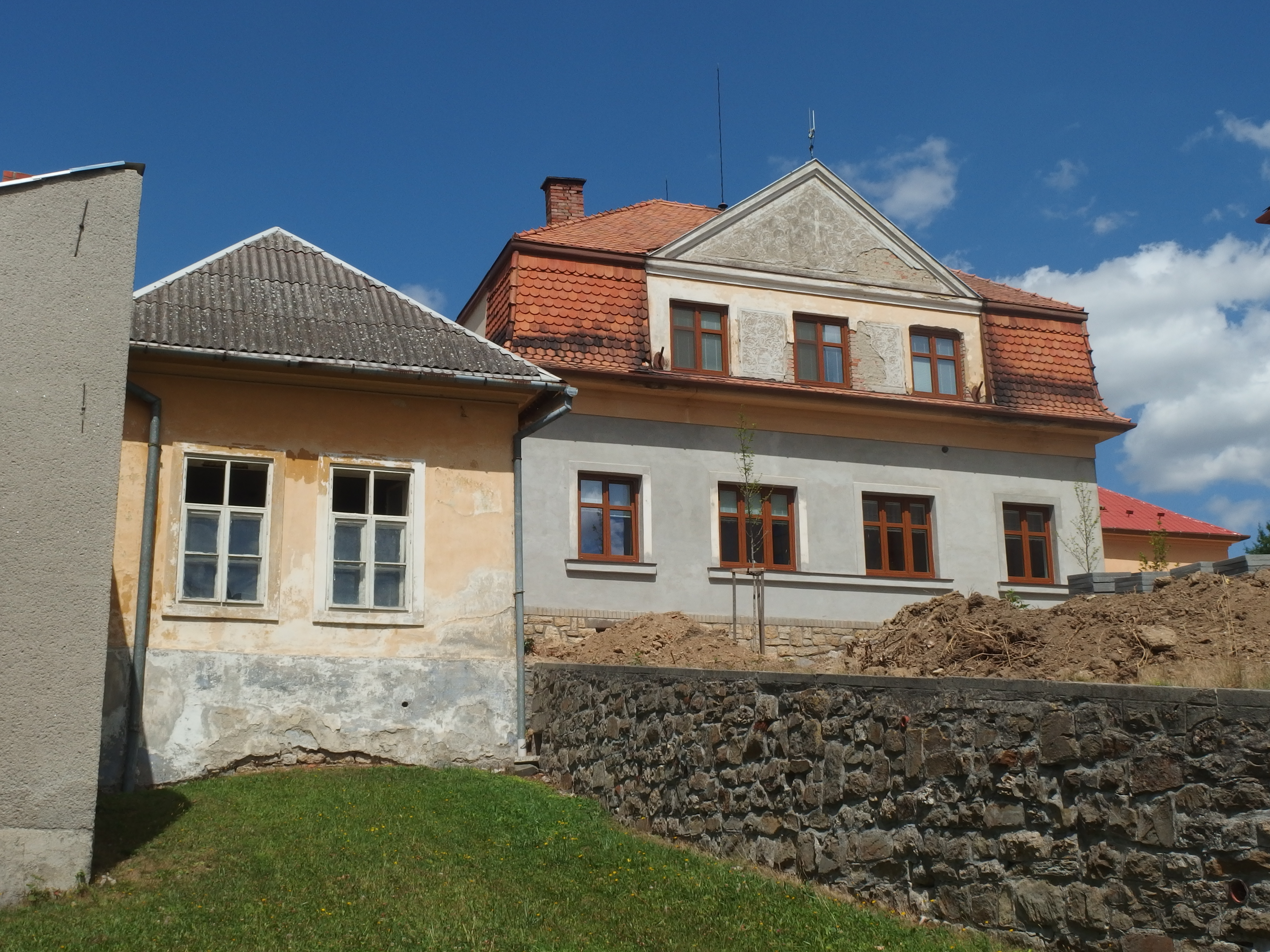
Fara
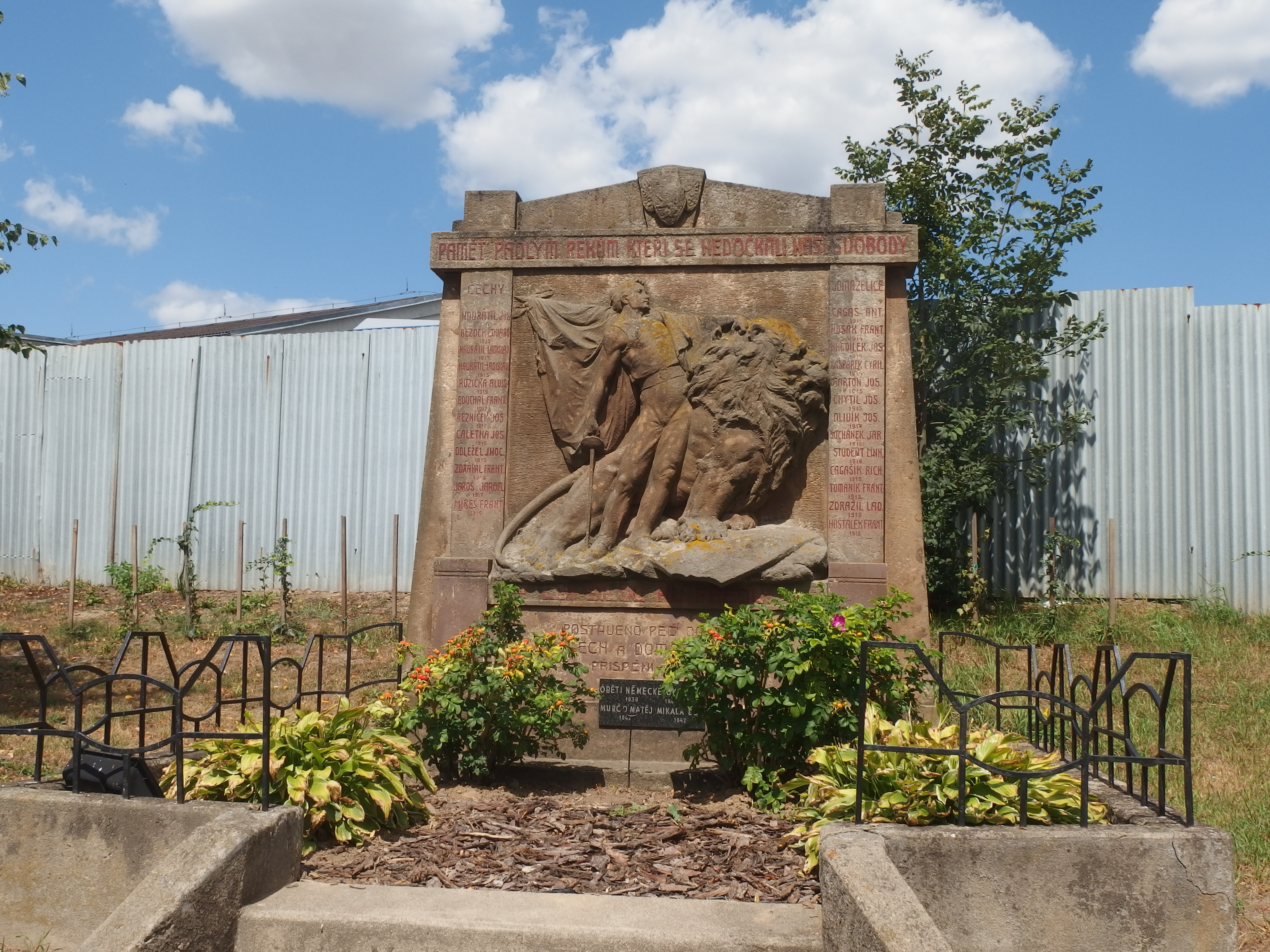
Pomník obětem I. sv. války
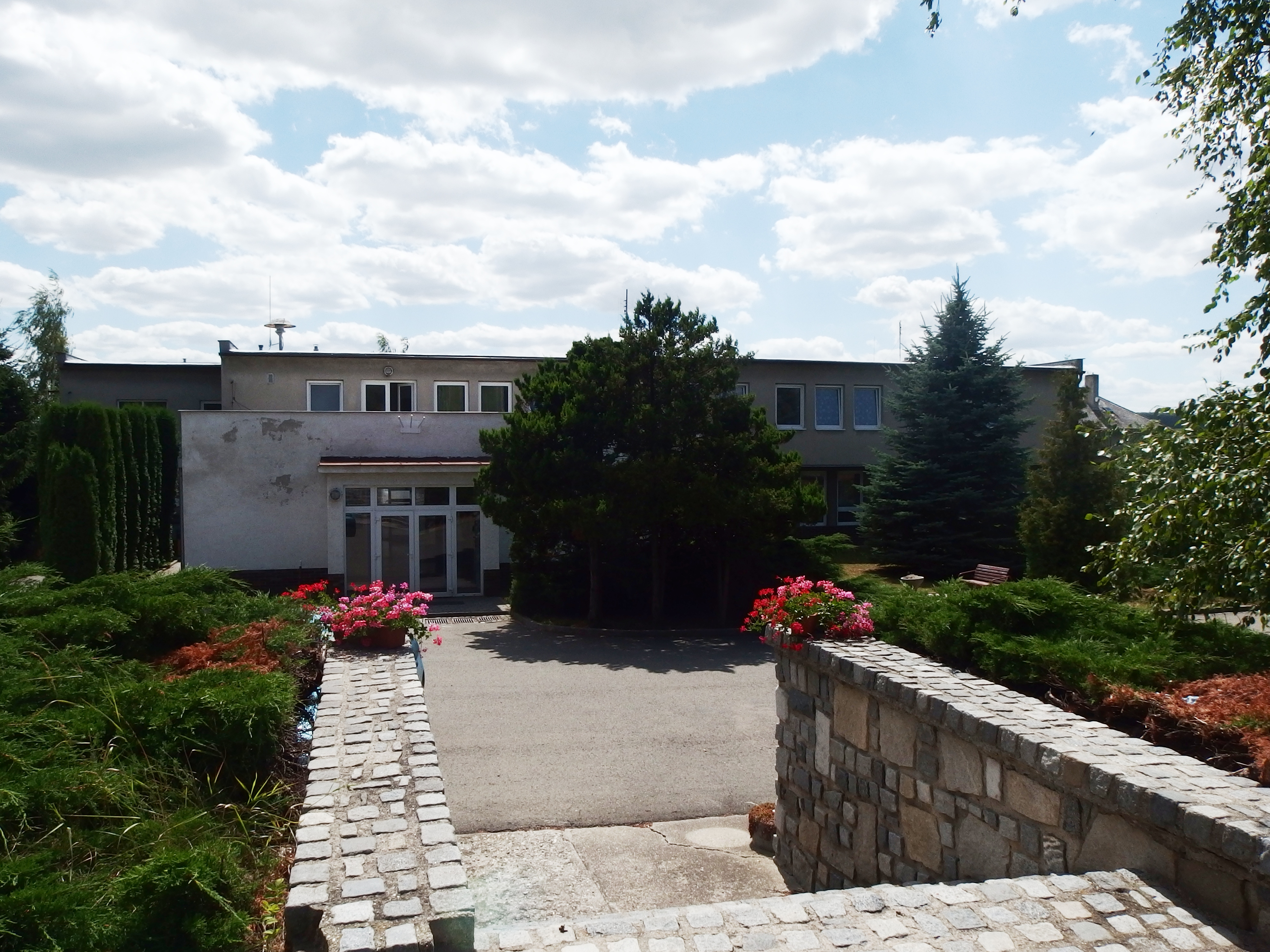
Obecní úřad